# Tapinoma wroughtonii
Tapinoma wroughtonii är en myrart som beskrevs av Auguste-Henri Forel 1904. Tapinoma wroughtonii ingår i släktet Tapinoma och familjen myror. Inga underarter finns listade i Catalogue of Life.